# Rock 'Em Sock 'Em Robots Arena
Rock 'Em Sock 'Em Robots Arena es un videojuego desarrollado por Paradox Development y publicado por Mattel Interactive para la PlayStation en 2000.

## Jugabilidad
En este juego de lucha uno contra uno basado en los famosos robots luchadores de plástico, los jugadores no solo pueden enfrentar a varios robots entre sí, sino que también pueden personalizar las distintas partes de sus robots para hacerlos aún más destructivos y retorcedores de acero que antes.
Al principio, los jugadores tienen 12 robots diferentes para elegir antes de dirigirse a la arena. Con nombres como Slamurai, Sir Haxalot y General Warfare., En la lucha los robots arrojan todo su armamento a sus oponentes para asegurar la destrucción. Estas armas son variadas, desde espadas hasta bombas y ametralladoras Gatling. Cada robot comienza con un conjunto diferente de armas y, según el modo en el que estés jugando, sus ataques se pueden alterar y cambiar.
El corazón del juego y la mayor parte de la personalización entran en juego en el modo Carrera. En este modo, los jugadores deben avanzar a través de los rangos de la Arena, compitiendo en las ligas de Bronce, Plata u Oro. Los jugadores pueden desafiar a los bots que están directamente por encima de ellos o en cualquier lugar por debajo de ellos. Al ganar, se gana dinero que se puede usar para comprar todas las piezas nuevas. Las piezas van desde brazos con armas adicionales hasta piernas que permitirán una mayor movilidad o una base más sólida. Una vez que los jugadores pasan por las ligas y ganan los cinturones, podrán enfrentarse a los Boss Bots.
En el modo Versus, uno o dos jugadores jugarán una partida hasta que un robot resulte victorioso. El modo Práctica da la oportunidad de entrenar con un bot fuera de los rigores del combate real. Y el modo Apuestas permite a dos jugadores luchar entre sí, con premios especiales para el ganador.

## Recepción
| Recepción |              |
| --- | ------------ |
| Puntuaciones de reseñas Evaluador Calificación Metacritic 58/100 [ 3 ] Puntuaciones de críticas Publicación Calificación AllGame [ 4 ] Game Revolution C− [ 5 ] Official PlayStation Magazine (EEUU) [ 6 ] |              |
| Puntuaciones de reseñas |              |
| Evaluador | Calificación |
| Metacritic | 58/100       |
| Puntuaciones de críticas |              |
| Publicación | Calificación |
| AllGame | [ 4 ]        |
| Game Revolution | C−           |
| Official PlayStation Magazine (EEUU) | [ 6 ]        |

El juego recibió críticas mixtas según el sitio web agregación de reseñas Metacritic. David Chen de NextGen dijo que el juego "no era ni aburrido como el plomo ni fuerte como el acero". Shawn Sparks de GameRevolution consideró que el concepto del juego era una "idea bastante ingeniosa", pero que estaba mal ejecutada gracias a su motor obsoleto.